# 韓国陸軍の連隊一覧
韓国陸軍の連隊一覧は、現在編成されている韓国陸軍の連隊の一覧である。団や独立した大隊についても本項で解説する。
建軍以来、常備・予備師団隷下に第1～223まで割り振られた計171個の歩兵連隊と57個の砲兵連隊が存在したが、2020年12月までにその全てが旅団に再編成されており、2024年現在は軍団の特攻隊や教育機関等の専門部隊にしか連隊は存在しない。

## 歩兵連隊（廃止）
麗水・順天事件で廃止
- 第4歩兵連隊→第20歩兵連隊に改称
- 第6歩兵連隊→第22歩兵連隊に改称
- 第14歩兵連隊→消滅

1991年～2004年に機械化歩兵や機甲への改編で廃止
- 第1歩兵連隊→第1機械化歩兵旅団に改編
- 第9歩兵連隊→第9機械化歩兵旅団に改編
- 第10歩兵連隊→第10機械化歩兵旅団に改編、2021年廃止
- 第13歩兵連隊→第13機械化歩兵旅団に改編
- 第16歩兵連隊→第16機械化歩兵旅団に改編
- 第20歩兵連隊→第20機甲旅団（朝鮮語版）に改編
- 第21歩兵連隊→第21機械化歩兵旅団に改編、2021年廃止
- 第26歩兵連隊→第26機械化歩兵旅団に改編

2020年12月に廃止
- 第2歩兵連隊→第2歩兵旅団に改編
- 第3歩兵連隊→第3歩兵旅団に改編
- 第5歩兵連隊→第5歩兵旅団に改編
- 第7歩兵連隊→第7歩兵旅団（朝鮮語版）に改編
- 第8歩兵連隊→第8歩兵旅団に改編
- 第11歩兵連隊→第11歩兵旅団に改編
- 第12歩兵連隊→第12歩兵旅団に改編
- 第15歩兵連隊→第15歩兵旅団に改編
- 第17歩兵連隊→第17歩兵旅団（朝鮮語版）に改編
- 第18歩兵連隊→第18歩兵旅団に改編
- 第19歩兵連隊
- 第22歩兵連隊
- 第23歩兵連隊
- 第27歩兵連隊
- 第28歩兵連隊→第28歩兵旅団に改編
- 第29歩兵連隊→第29歩兵旅団に改編
- 第30歩兵連隊→第30歩兵旅団に改編
- 第31歩兵連隊

## 特攻連隊
- 第700特攻連隊
- 第701特攻連隊
- 第702特攻連隊
- 第703特攻連隊
- 第705特攻連隊

## 教育連隊
- 第23教育連隊
- 第25教育連隊
- 第26教育連隊
- 第27教育連隊
- 第28教育連隊
- 第29教育連隊
- 第30教育連隊
- 第1輸送教育連隊（朝鮮語版）
- 第2輸送教育連隊（朝鮮語版）
- 第3輸送教育連隊（朝鮮語版）

## 保安連隊
- 第300保安連隊
- 第301保安連隊
- 第302保安連隊
- 第303保安連隊
- 第305保安連隊
- 第306保安連隊

## 団

### 砲兵団
各軍団の砲兵旅団隷下。
- 第7襲撃団
- 第1砲兵団
- 第2砲兵団
- 第3砲兵団
- 第5砲兵団
- 第6砲兵団
- 第7砲兵団
- 第9砲兵団
- 第11砲兵団
- 第10防空砲兵団

### 工兵団
- 第1017工兵団
- 第1101工兵団
- 第1117工兵団
- 第1120工兵団
- 第1133工兵団
- 第1170工兵団
- 第1173工兵団

### 空輸・教育団
- 特殊戦訓練団
- 第707特殊任務団（1982年4月17日創設、通称：白虎部隊）
- 戦闘指揮訓練団（朝鮮語版）
- 陸軍科学戦闘訓練団（朝鮮語版）

### 航空団
- 第11航空団
- 第12航空団
- 第15航空団
- 第16航空団
- 第17航空団
- 第21航空団

## 廃止された連隊（歩兵以外）・団
- 第706特攻連隊

- 第1野戦砲兵団
- 第2野戦砲兵団
- 第3野戦砲兵団
- 第4野戦砲兵団
- 第5野戦砲兵団